# Anatoli Gueórguievitx Vituixkin
Anatoli Gueórguievitx Vituixkin (rus: Анато́лий Гео́ргиевич Виту́шкин)  (Moscou, 25 de juny de 1931 - Moscou, 9 de maig de 2004) fou un matemàtic rus. L'any 2003 va ser nomenat Doctor Honoris Causa de la Universitat Autònoma de Barcelona.
El 1943 va ingressar a l'Escola Militar de Tula Súvorov, on les matemàtiques es van ensenyar com a part d'una educació més àmplia per a oficials potencials. Poc abans de graduar-se, va perdre la visió a causa d'una explosió, però es va graduar a l'escola militar amb una medalla d'or.Va ingressar a la Universitat Estatal de Moscou el 1949. Es va unir al personal de l'Institut Steklov de Matemàtiques el 1965. Durant molts anys va ser membre de la junta editorial de la revista acadèmica russa Notes matemàtiques. Va morir, a l'edat de 72 anys, a Moscou el 9 de maig de 2004.